# Styletoctopus
Styletoctopus je vyhynulým rodem chobotnice, žijícím v období křídy (asi před 95 miliony let) na území dnešního Libanonu. Rod byl popsán v roce 2009. Jde o velmi vzácný případ, kdy se pravěká chobotnice dochová do současnosti jako fosílie. Příbuzným rodem byla Keuppia, popsaná ve dvou druzích ze stejného souvrství a stejné lokality.